# 佳能 EOS-1Ds Mark II
佳能 EOS-1Ds Mark II是日本佳能制造、2004年推出的一款全画幅数码单镜反光相机，具有1,670万像素CMOS感光元件，支持佳能EF接环镜头。佳能 EOS-1Ds Mark II是一款专业级别的单反相机机身，体积较大，可以抵挡较强的风尘和恶劣天气。